# クモマグサ
クモマグサ（雲間草、学名:Saxifraga merkii Fisch. ex Sternb. var. idsuroei (Franch. et Sav.) Engl. ex Matsum.）は、ユキノシタ科ユキノシタ属に分類される小形の耐寒性多年草の高山植物の1種。変種名のidsuroeiは伊藤圭介の子伊藤謙を意味する。和名は雲が往来する高山に生えることに由来する。ユキノシタ科で寒さに強く、雪の間から花をのぞかせる事から雪を雲に見立てたのが由来。。チシマイワブキ属（Micranthes）として分類されることもある。

## 特徴
根茎は細く硬質で横にはい、分枝し、地上茎を叢生し、地上茎は葉を密につける。葉は長さ1-2.5 cm、幅2-6 mmの倒披針形で、葉の先がしばしば3浅裂し、基部は長いくさび形となり。基本種のチシマクモマグサは葉先が分裂しない。やや肉厚で表面にあらい毛があり、ふちには長い腺毛が列生する。花茎は高さ3-10 cmで短い腺毛を密生し、通常1枚の小さな長楕円形で長さ5-8 mmの葉をつける。2-3個の苞は茎葉と同形。

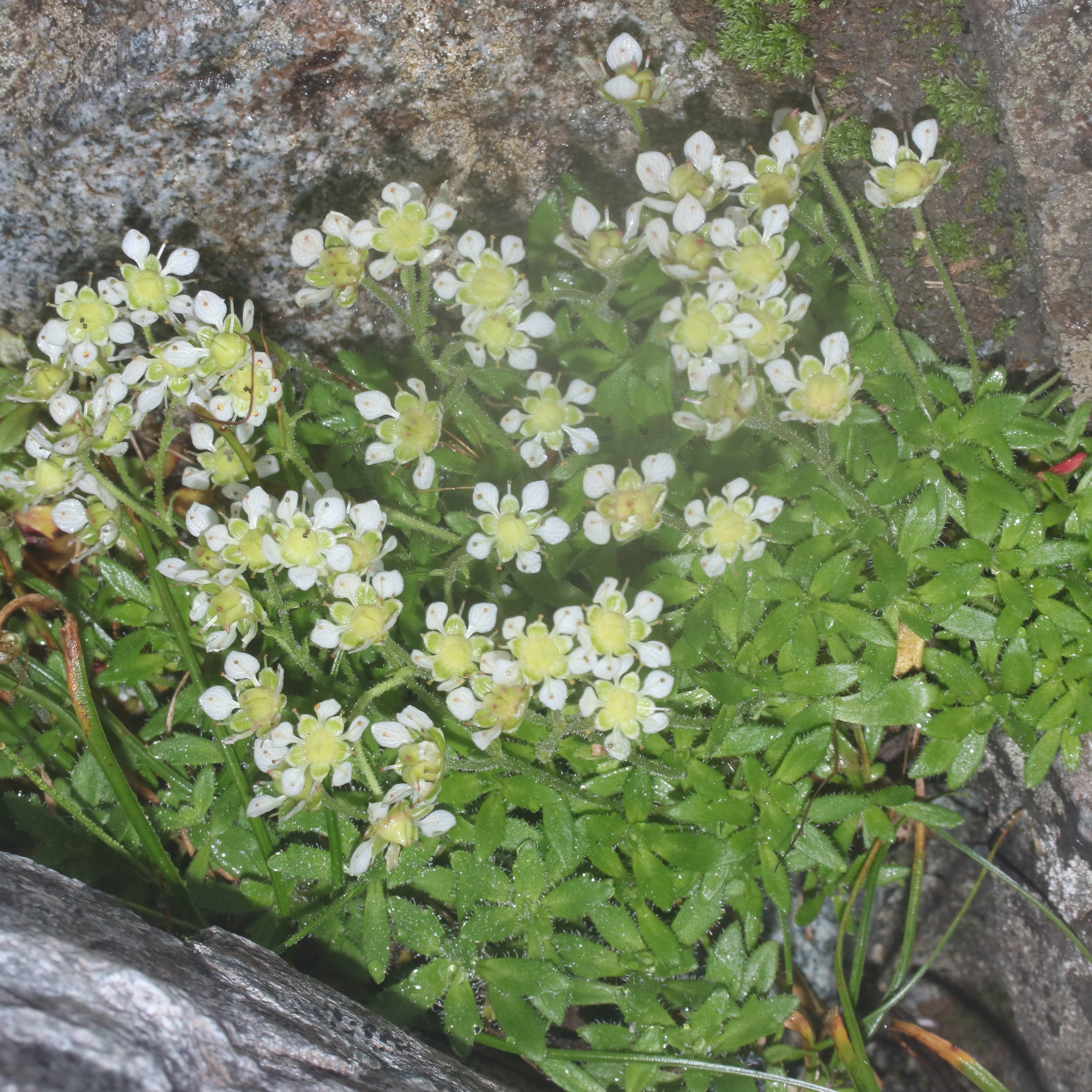
地上茎を叢生し、葉を密につける
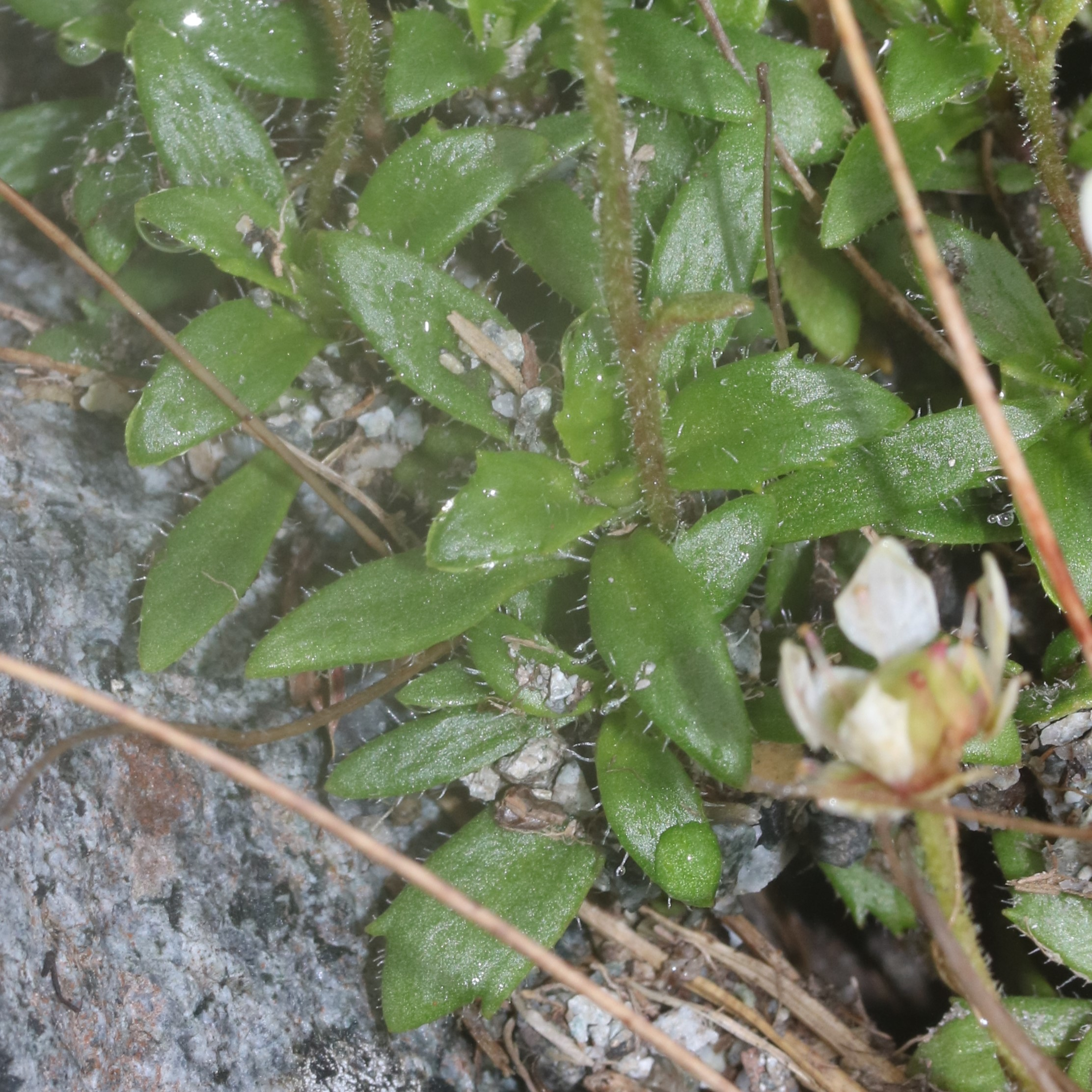
葉は倒披針形で、葉の先がしばしば3浅裂する

先端に1-4個の白色の5弁の径1.3 cmほどの花を平開する。萼筒は皿形で、萼裂片は卵形で円頭、長さ約3 mm、花時に平開する。花弁は広卵形で、鈍頭、長さ6-7 mm、基部は急に細まり明らかな短い爪がある。花弁の先端はチシマクモマグサよりとがる。雄しべは10個、長さ約5 mmで花弁よりやや短い。花糸は線形。裂開前の葯は黄色で、先端が紅色を帯びる。子房は上位で、花柱は短い。花期は7-8月。蒴果は広卵形で長さ6-7mm、上半分が2中裂し、短い花柱が残る。

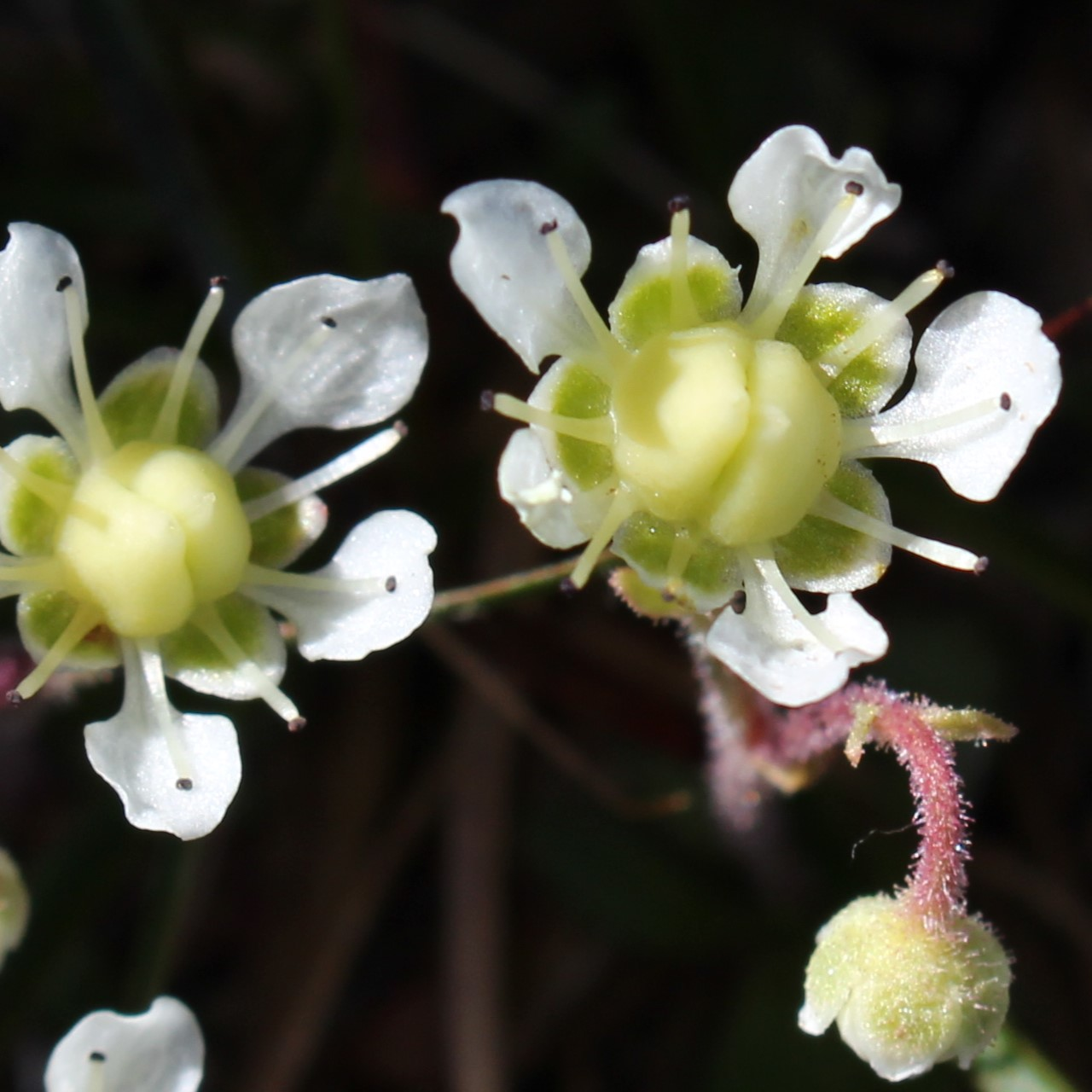
5枚の花弁は広卵形、蒴果は広卵形で上半分が2中裂する
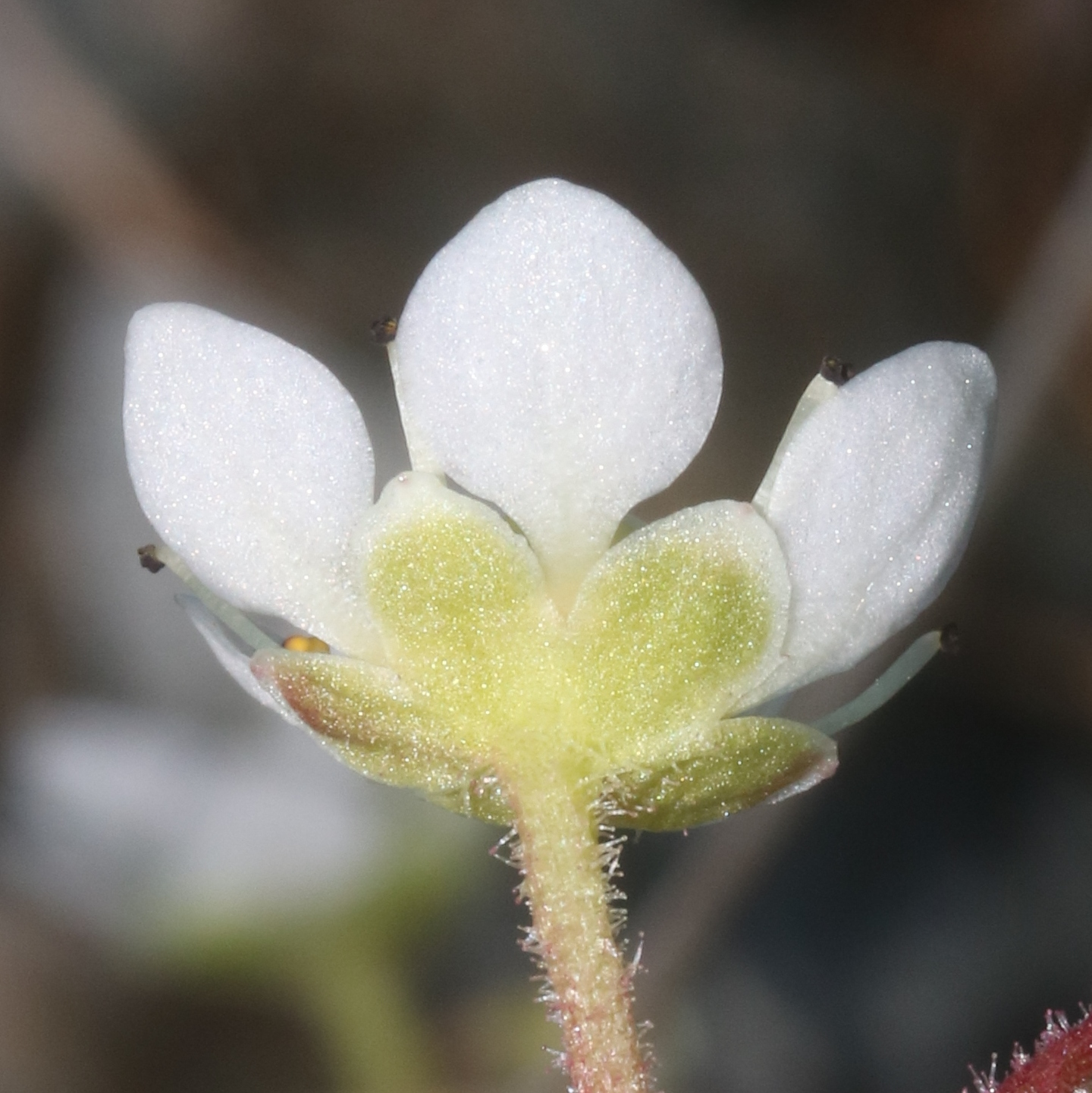
萼筒は皿形で、萼裂片は卵形で円頭

## 分布と生育環境

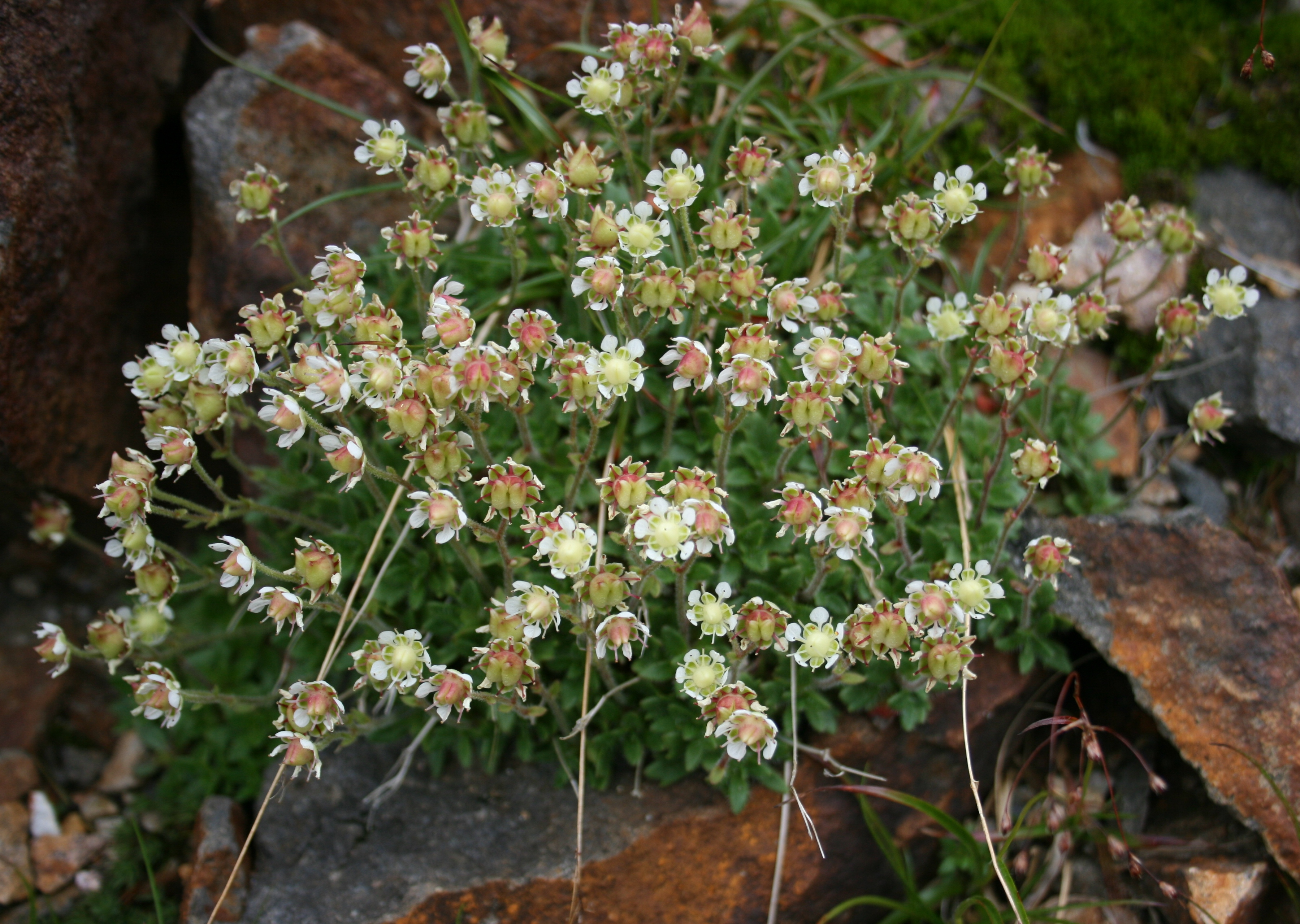
御嶽山の高山帯の礫地に生育するクモマグサ

日本の固有種。本州の御嶽山と飛騨山脈中北部のかなり狭い範囲に分布する。基準標本は御嶽山のもの。
高山帯の頂上付近の日当たりのよい水湿に恵まれた礫地や岩場に生育する。
園芸店などで扱われているものは、セイヨウクモマグサで本種とは別種である。

## チシマクモマグサ

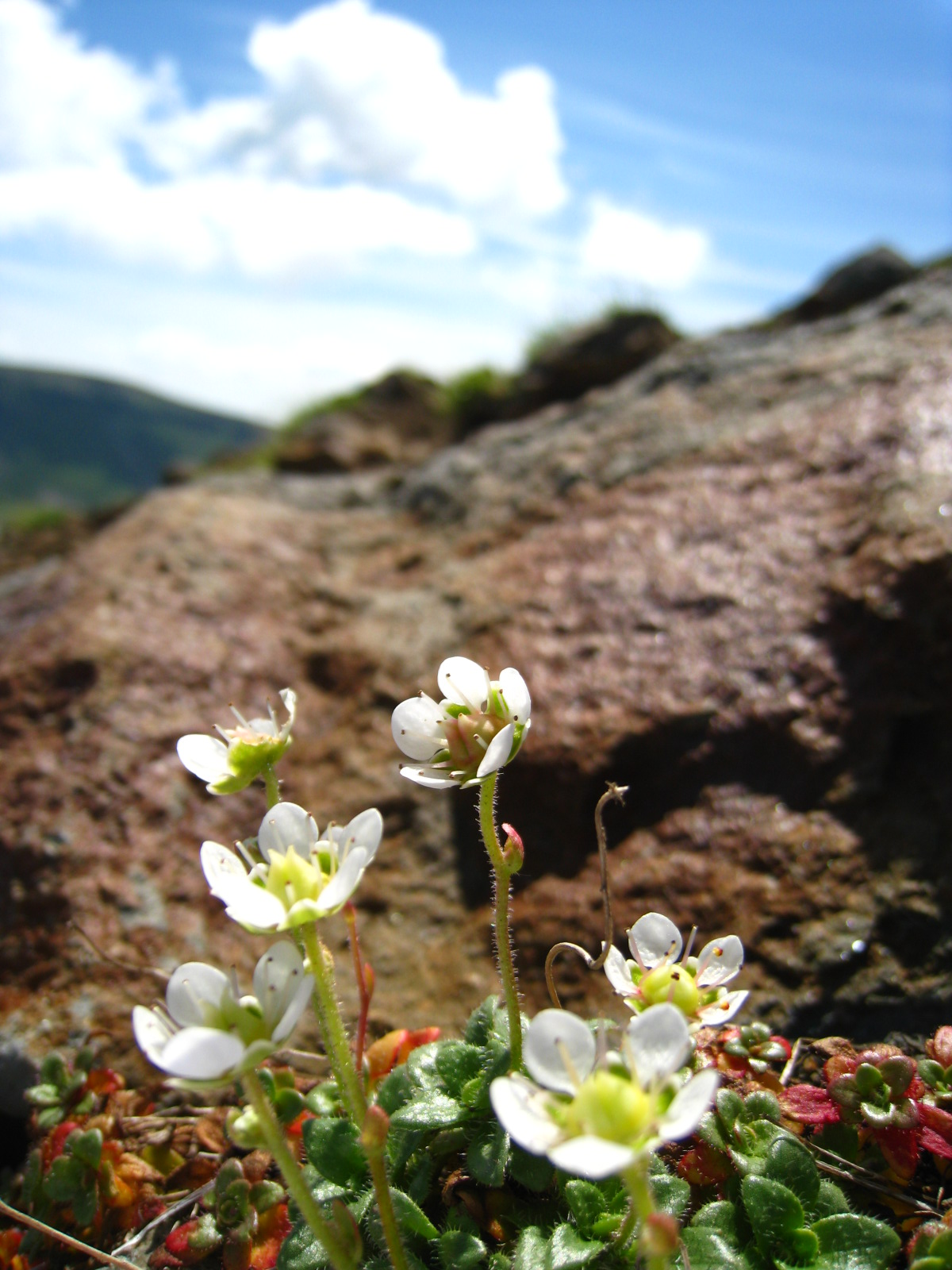
チシマクモマグサ、北海道大雪山にて

チシマクモマグサ（千島雲間草、学名:Saxifraga merkii Fisch. ex Sternb. var. merkii）は、クモマグサの母種。北東アジア、日本の北海道の高山帯に分布する。花期は7-8月。本州のクモマグサとの違いは、葉の先が浅く3裂しないこと。

## 種の保全状況評価
日本では環境省による国レベルのレッドリスト受けていないが、長野県では絶滅危惧IB類（EN）の指定を受けている。